# Nepenthes lavicola
Nepenthes lavicola är en tvåhjärtbladig växtart som beskrevs av Andreas Wistuba och Rischer. Nepenthes lavicola ingår i släktet Nepenthes och familjen Nepenthaceae. Inga underarter finns listade i Catalogue of Life.